# Allothele regnardi
Allothele regnardi är en spindelart som först beskrevs av Benoit 1964.  Allothele regnardi ingår i släktet Allothele och familjen Dipluridae. Inga underarter finns listade i Catalogue of Life.